# Церква Успіння Богородиці (Варяж)
Церква Успіння Пресвятої Богородиці — сакральна споруда в стилі бароко в селі Варяж Сокальського району Львівської області. Парафіяльний храм Сокальсько-Жовківської єпархії УГКЦ.

## Історія
На початку свого існування церква була дерев'яною. Відомо, що кам'яний храм з трьома боковими вівтарями було побудовано в середині XVIII століття. Існує версія, що церква збудована ще в 1756 році, а перебудована наприкінці XVIII століття про що і залишилися офіційні документи. В 1791 році почалась відбудова церкви. Причини руйнації достеменно невідомі, однак вважається, що це сталося через особливість розташування споруди (поблизу впадання річки Кам'янки в Айдар). Остаточне завершення будівництва відбулося 1802 року.
В 1919 році в храмі від загону Камєнєва, що відколовся від махновців, сховались більшовики. Вони відстрілювались від повстанців з дзвіниці церкви, проте були захоплені та розстріляні біля храму. Навпроти храму стоїть пам'ятник на честь загиблих більшовиків.
Богослужіння в церкві проводились до 1934 року. Під час антирелігійної кампанії з храму зникли п'ятнадцятиметровий іконостас, старовинні ікони, дзвони було переплавлено на кулі. Пізніше будівля церкви слугувала зерносховищем

## Опис
Храм споруджений у стилі бароко. Храм вибудований з цегли, потинькований та розфарбуваний в два кольори. За планом — квадрат з заокругленими кутами. Над головним об'ємом церкви — єдина велика баня, увінчана куполом зі світовим ліхтариком. Церква видовжена в напрямку схід-захід двома квадратними прибудовами. Верхній ярус західної прибудови наскрізний і використовується як дзвіниця. Бічні фасади церкви підкреслені дорійськими портиками, нішами та пілястрами. Вікна облямовані ліпленими наличниками та фігурними ліпленими ж сандриками. Тридільність — давня особливість сакральної архітектури України з часів козацького бароко XVII століття, детально розроблена ще і дерев'яних храмах (тридільними були два дерев'яні храми в Крехівському монастирі вже наприкінці XVII ст.) Церква Успіння Пресвятої Богородиці в Осиновому — зразок перенесення звичної для України тридільності в кам'яну архітектуру нової доби. В середині собору стіни оздоблено фризом у вигляді стрічки та розписами, деякі з яких датуються XIX століттям.